# قاعة طعام

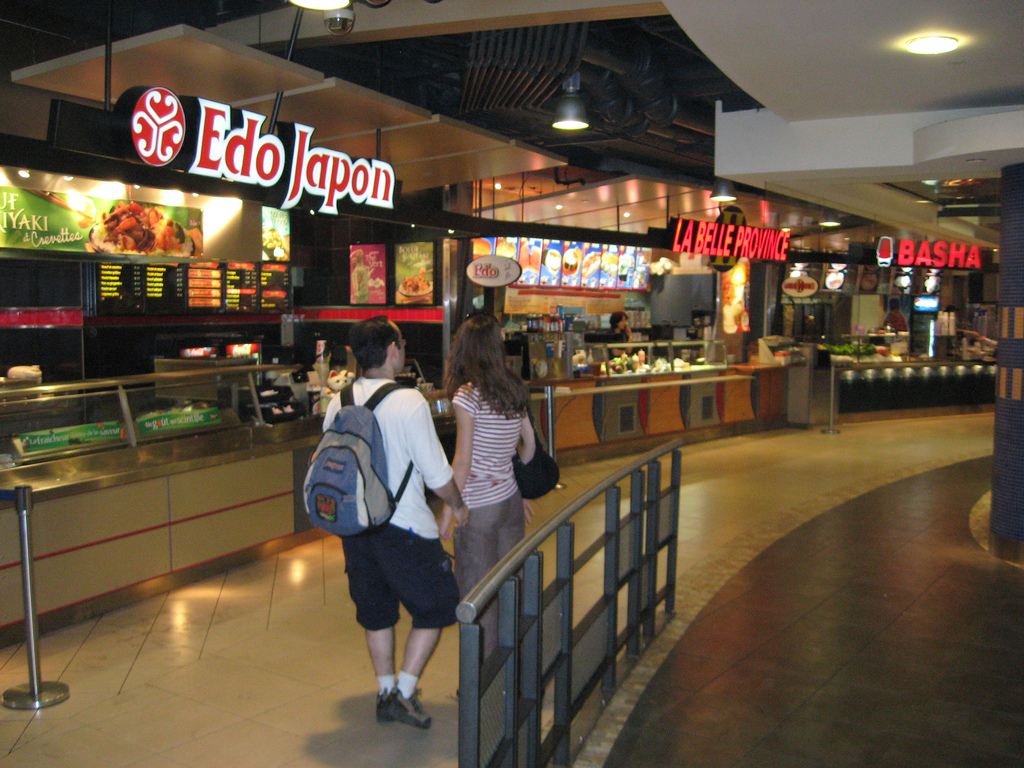
قاعة الطعام في أحد المجمعات التجارية بمدينة مونتريال.

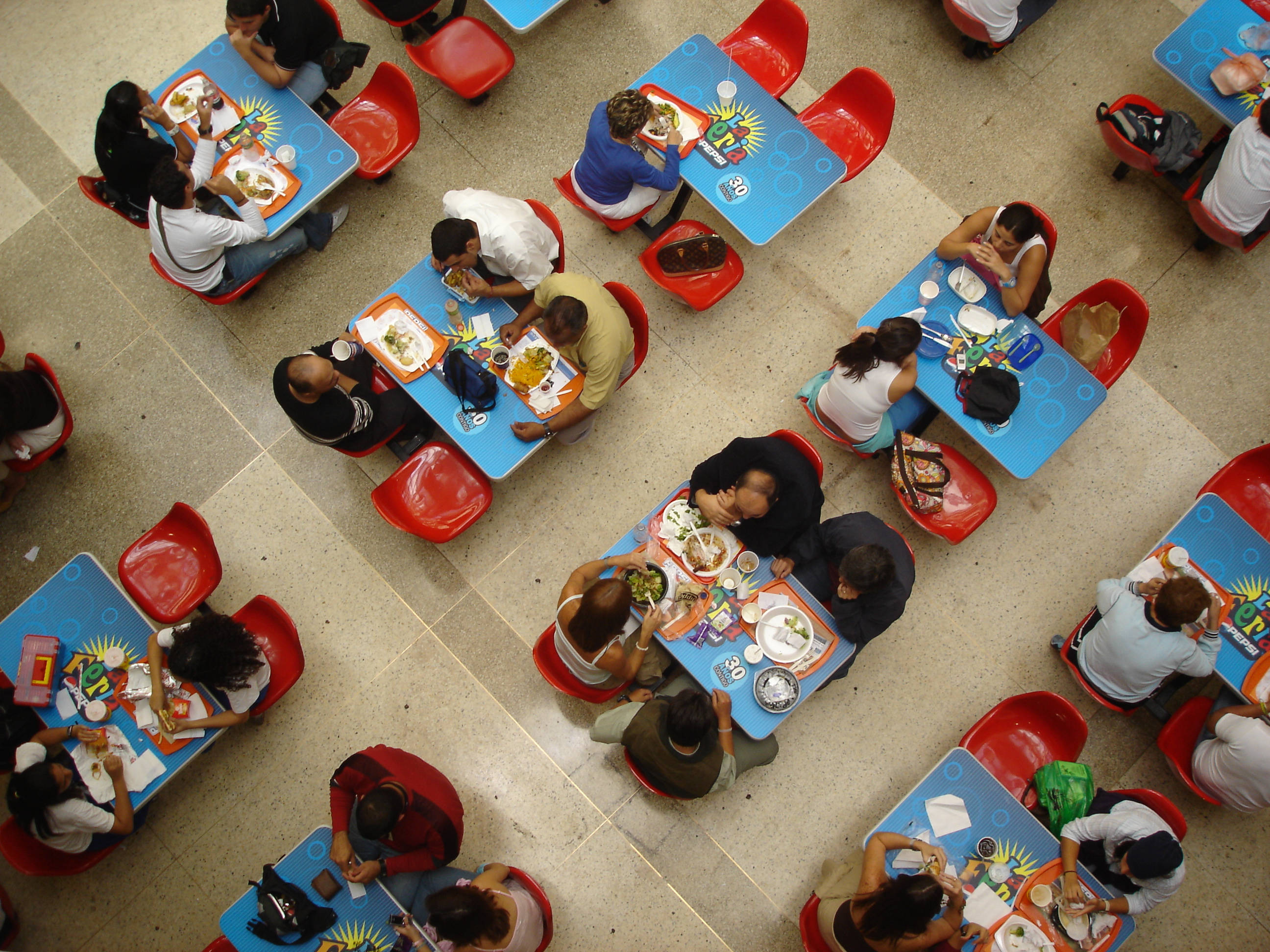
زبائن يأكلون في أحد قاعات الطعام في مدينة كراكاس.

قاعة طعام أو رَدْهَةُ المَطاعِم (بالإنجليزية: Food court) هي مكان عام ومفتوح في أي مرفق مخصص لتقديم خدمات الطعام والتغذية. ويمكن أن توجد قاعات الأطعمة في مراكز التسوق الكبرى وفي المطارات.

## التأسيس والإنشاء
لم يرفق بعد